# 第27號小提琴奏鳴曲 (莫扎特)
莫扎特的G大調鍵盤與小提琴奏鳴曲，目錄第379號，1781年作於維也納，且在同年付梓。

## 分析
本曲共二樂章：
1. 慢板－快板（Adagio－Allegro）
2. 主題與變奏（Tema con variazioni）
  - 主題。歌般的行板（Tema. Andante cantabile）
  - 第一變奏段（Variation 1），僅鍵盤演奏
  - 第二變奏段（Variation 2）
  - 第三變奏段（Variation 3）
  - 第四變奏段（Variation 4），G小調
  - 第五變奏段，慢板（Variation 5: Adagio）
  - 稍快板，主題再返與尾奏（Allegretto. Thema da capo－Coda）

## 錄音節選
- 奥列格·卡甘和斯维亚托斯拉夫·里赫特：G 大调小提琴奏鸣曲，K. 379，1982年。
- 亞瑟·葛羅米歐和瓦爾特·克林，《莫扎特作品錄音大全（英语：The Complete Mozart Edition）》，第15輯（422 515-2），Philips，1991年。
- 奧古斯丁·杜梅和玛利亚·若昂·皮雷斯：小提琴奏鸣曲K. 301, No. 18, K. 304, No. 21, K. 378, No. 26 和 K. 379, No. 27，1991年。
- Midori Seiler（德语） and 尤斯·范·伊梅席爾 : Violin Sonata in G, K. 379，2000年。
- Vineta Sareika（法语）和阿曼丁·萨瓦里：小提琴奏鸣曲K. 376, No. 24, K. 379, No. 27 和K. 526, No. 35，2019年。

## 延伸閱讀
- Zaslaw, Neal; Cowdery, William; Neal Zaslaw. . New York: W. W. Norton. 1990.

## 外部連結
- 《莫扎特第27號小提琴奏鳴曲》：谱子和报道（德语），《莫扎特全集》
- 莫扎特第27號小提琴奏鳴曲：国际乐谱典藏计划上的乐谱